# Cantera romana de El Médol
La cantera romana del Médol es una cantera de piedra calcárea excavada durante el periodo de la República romana y del Imperio romano de más de 200 metros de largo y entre 10 y 40 metros de ancho. Sirvió para construir los edificios más importantes de Tarraco , capital de la Hispania Citerior durante la república.

## Características
La cantera tiene paredes casi verticales de hasta 12 metros y en el centro de la pedrera permanece una columna testigo (una columna de la roca original intacta), frecuentes en las canteras romanas, con el propósito de medir la cantidad extraída de la cantera. Existen diversas hipótesis e interpretaciones de esta columna pétrea, entre las que se plantea su posible función como reloj de sol, como el que ordenó construir Augusto en el Campo de Marte en el año 10 a. C..
Es la más grande de las seis canteras romanas que rodean Tarraco. Se explotaba en ella el localmente conocido como Soldó, piedra caliza del Mioceno de tonos entre blancos a rojizos, generalmente dorado claro. Esta roca, aunque inadecuada para la arquitectura romana más destacada de la ciudad, sí sirvió para el grueso de la construcción romana y para la arquitectura medieval de Tarragona, incluyendo la catedral de Santa Tecla.
La cantera está muy próxima a la Vía Augusta, una de las principales vías de comunicación del imperio cuyo trazado es seguido por la actual carretera nacional 340 entre Barcelona y Tarragona. Esta vía sirvió para el traslado de unos 50 000 metros cúbicos de piedra, principalmente  a lo largo de los 6 km que separan la cantera de Tarraco. 
Es gestionado por el Museo de Historia de Tarragona.
Se puede visitar fácilmente accediendo desde la Carretera Nacional 340 o desde la autopista AP-7, a la altura de La Mora.